# ريتشارد كارول
ريتشارد كارول (بالإنجليزية: Richard Carroll)‏ هو نقابي وسياسي أمريكي، ولد في 17 ديسمبر 1956 في ليتل روك في الولايات المتحدة. حزبياً، نشط في الحزب الديمقراطي. وقد انتخب عضو مجلس نواب أركنساس.